# Tarleton
Tarleton är en ort och civil parish i Storbritannien.   Den ligger i grevskapet Lancashire och riksdelen England, i den centrala delen av landet, 300 km nordväst om huvudstaden London. Tarleton ligger 19 meter över havet och antalet invånare är 8 393.
Terrängen runt Tarleton är platt. Runt Tarleton är det tätbefolkat, med 493 invånare per kvadratkilometer. Närmaste större samhälle är Preston, 12,3 km nordost om Tarleton. Trakten runt Tarleton består i huvudsak av gräsmarker.